# 15-cm-Versuchshaubitze 99
Die Versuchshaubitze 99 (kurz: V.H. 99) mit einem Kaliber von 15 cm war ein ab 1899 in kleinen Stückzahlen gefertigtes Geschütz zur Erprobung des Rohrrücklaufs bei schweren Geschützen.

## Geschichte
Auf Anregung der Artillerie-Prüfungskommission  begann die 1897 die Firma Krupp mit der Entwicklung eines Nachfolgemodells für die 15-cm-schwere Feldhaubitze. Das Nachfolgemodell sollte vor allem einen Rohrrücklauf haben sowie eine Schussweite von mindestens 7.000 Metern. Das erste Versuchsgeschütz, im Jahr 1899 bestellt, war im Jahre 1900 fertig, es wurden daraufhin zunächst 24 weitere Geschütze bestellt, die 1902 ausgeliefert wurden, im Anschluss daran weitere, sodass insgesamt 42 Geschütze gefertigt wurden.
Bei den Versuchen wurde insbesondere die Lafette als zu schwer bemängelt, gerügt wurde weiterhin, dass das Geschütz keine Feinregulierung zur Korrektur des Seitenrichtbereiches hatte – die Seitenrichtung konnte wie beim Vorgängergeschütz nur durch Schwenken der ganzen Lafette erfolgen. Das Geschützrohr mit seinen ballistischen Leistungen (Höchstschussweite 7450 m) befriedigte indessen.
Aufgrund dieser Schwachpunkte wurde das Geschütz in die Armee nicht eingeführt. Indessen führte die Verwendung des Geschützrohres, kombiniert mit einer neuen Lafette, zur Schaffung der späteren sFH 02.
Von den 42 gefertigten Geschützen waren 1914 noch 32 vorhanden, davon befanden sich jeweils 8 in den Artilleriedepots der Festungen Boyen bei Lötzen, Thorn, Diedenhofen und der Feste Kaiser Wilhelm II. bei Mutzig im Elsaß. Über den Verbleib dieser 32 Geschütze ist nichts bekannt, es ist als sicher anzunehmen, dass sie im Ersten Weltkrieg wie die sFH 02 in Batterien zu jeweils 4 Stück an den Fronten verwendet und aufgebraucht wurden. Schon die Darstellung der Fußartillerie im Oktober 1918 führt keine mit der V.H. 99 ausgerüstete Batterie mehr auf, und – soweit bekannt – existiert kein Geschütz dieses Typs mehr.

## Munition
Da das Rohr der V.H. 99 identisch mit dem der sFH 02 war, konnte auch die gleiche Munition verschossen werden.